# Vrbas (Serbia)
Vrbas (in serbo Врбас?; in ungherese Verbász; in ruteno Вербас, Verbas; in passato Titov Vrbas) è una città e una municipalità del Distretto della Bačka Meridionale al centro della provincia autonoma della Voivodina.

## Etimologia
Il nome deriva dalla parola in lingua serba per indicare il salice. Durante la Jugoslavia socialista la città si chiamava Titov Vrbas in onore di Josip Broz Tito. Come per tutte le città jugoslave, all'inizio degli anni Novanta con la disgregazione della Jugoslavia ogni riferimento a Tito fu cancellato dal nome.
In ruteno la città era nota come Вербас, in ungherese come Verbász, in croato con il nome di Vrbas; il nome tedesco era Werbass e quello turco Verbas.

## Storia

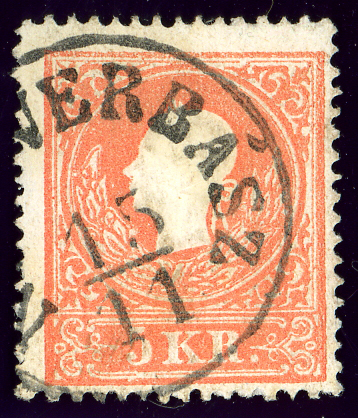
NEU-VERBASZ, Impero austro-ungarico, 1859

La prima menzione di Vrbas risale al 1213 durante il Regno d'Ungheria. Secondo altre fonti, fu citata per la prima volta nel 1387. Nel Cinquecento entrò a far parte dell'Impero ottomano. Sotto il dominio ottomano viene riportato che la città era popolata principalmente da serbi.
Dal Trattato di Passarowitz (1718), Vrbas e il Banato passarono sotto l'amministrazione asburgica. Secondo al censimento del 1720, la popolazione della città era costituita da circa 250 famiglie esclusivamente di etnia serba).
Dopo il 1784 molti tedeschi si stabilirono in città fondando un insediamento noto come Novi Vrbas (Neu-Verbasz in tedesco), e la città vecchia prese il nome di Stari Vrbas (Vrbas Vecchia).
Nel 1910 la popolazione di Novi Vrbas era composta essenzialmente da tedeschi, mentre la popolazione di Stari Vrbas era composta sia da serbi che da tedeschi.
Nel 1918 Vrbas entrò a far parte del Regno dei Serbi, dei Croati e degli Sloveni, che in seguito divenne la Jugoslavia. La città fu occupata dalle forze dell'Asse nel 1941-1944, e in quel periodo fu annessa all'Ungheria di Miklós Horthy. In seguito alla Seconda Guerra Mondiale, la popolazione di etnia tedesca lasciò la città. Nello stesso periodo in città arrivarono numerosi montenegrini.

## Demografia ed etnografia

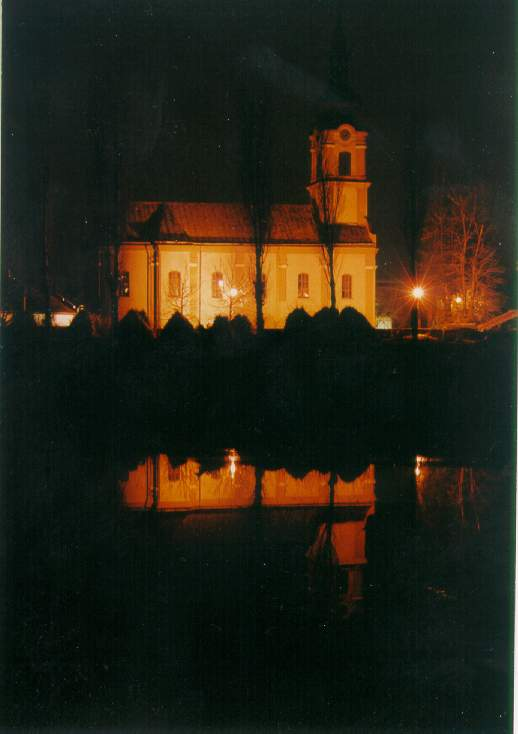
La chiesa ortodossa.

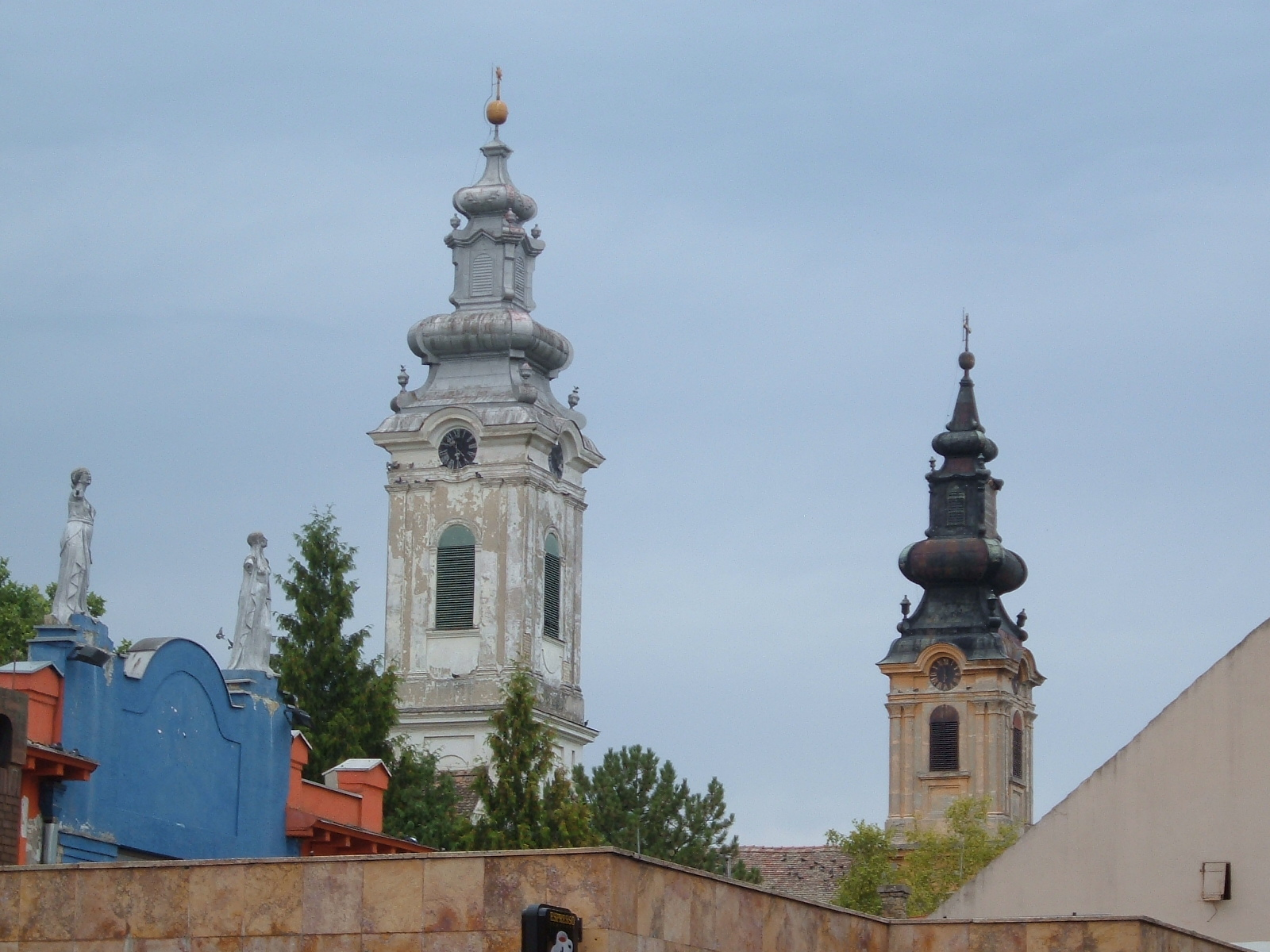
Campanili di Vrbas.

### Etnie e minoranze straniere
Secondo il censimento del 2011 la città di Vrbas ha una popolazione di 42.092 abitanti, di cui:
- Serbi 23.251 (55,24%)
- Montenegrini 7.353 (17,47%)
- Ruteni della Pannonia 3,375 (8,02%)
- Ungheresi 2,464 (5,85%)
- Ucraini 836 (1,99%)
- Croati 549 (1,30%)

### Insediamenti
A prevalenza serba sono: Bačko Dobro Polje, Zmajevo, Kosančić, Ravno Selo e Vrbas. Insediamenti etnicamente misti sono: Kucura (con una maggioranza relativa di ruteni) e Savino Selo (con una maggioranza relativa di montenegrini).

### Etnie e minoranze straniere
- Serbi (41.19%)
- Montenegrini (30.05%)
- Ungheresi (7.73%)
- Ruteni della Pannonia (5.71%)
- Ucraini (2.88%)
- Jugoslavi (2.04%)
- Croati (1.65%)

## Società

### Lingue e dialetti
Secondo il censimento del 2002, l'85% degli abitanti del comune di Vrbas parla il serbo come lingua madre. Le altre lingue parlate in città sono il ruteno (8%), l'ungherese (4%) e l'ucraino (1%).

## Altri progetti

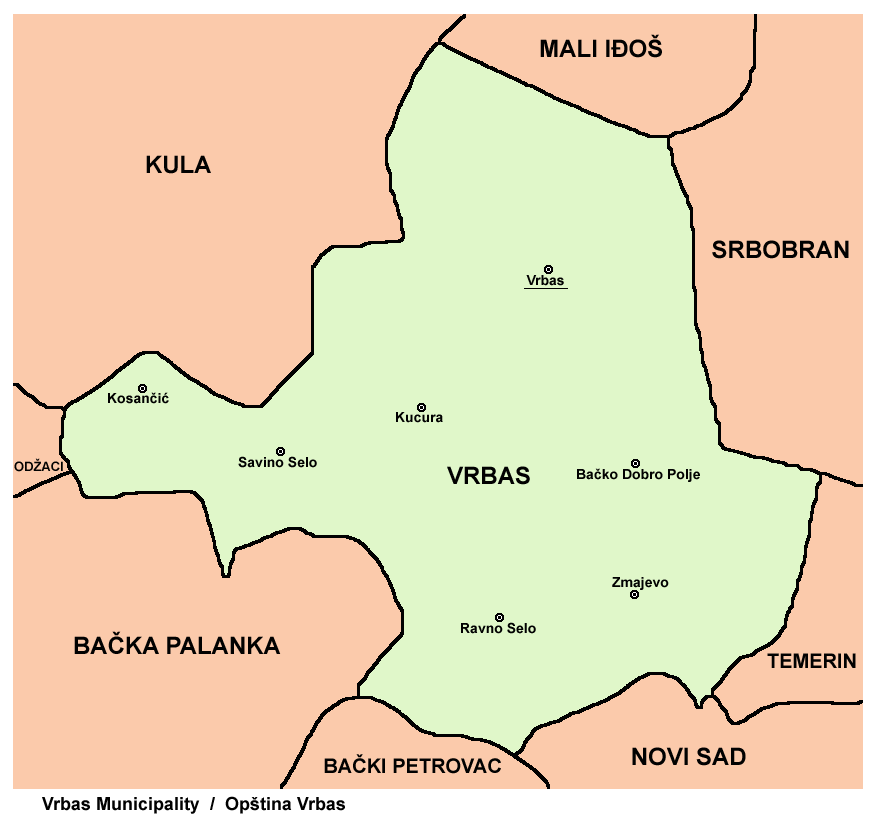
Mappa della municipalità